# La Comtesse (artiste)
Pour les articles homonymes, voir La Comtesse.
Arthur Belorget, dit la Comtesse, né le 21 avril 1837 à Paris et mort après 1895, est un chanteur travesti et prostitué actif dans les années 1850 et 1860. En 1895, il publie une autobiographie sous le nom d'Arthur W., Confidences et aveux d'un Parisien. La Comtesse (Paris, 1850-1861) : il dresse un portrait physique et moral dans la préface, avant de raconter sa vie, de ses origines sociales jusqu'en 1871.

## Biographie
Arthur Belorget est âgé de 37 ans et exerce en tant que dessinateur quand il rencontre en 1874 dans les prisons d'Angers le docteur Legludic, expert du tribunal d'Angers. Il lui remet un texte autobiographique de 350 pages, que Legludic publiera 22 ans plus tard en utilisant le pseudonyme de Arthur W.
Son œuvre évoque brièvement les Tribades parisiennes, ainsi qu'étaient appelées les lesbiennes de son époque.